# De Vlamme
De Vlamme is een heuvel in de Vlaamse Ardennen gelegen aan de Traveinsbeek tussen Sint-Goriks-Oudenhove en Erwetegem in de Belgische provincie Oost-Vlaanderen, ten zuidwesten van Zottegem. 
Eind 1918 richtte August Hutse een kleine kapel op aan De Vlamme met als opschrift A. Hutse 1918 - O.L.V. van Vrede Bid voor ons - H. Antonius bescherm ons. August had immers tijdens de Eerste Wereldoorlog de belofte gedaan een groot gebedshuis op te trekken als zijn zonen ongedeerd zouden terugkeren. Eén van de zonen (Hector Hutse) sneuvelde echter in 1915 bij de Verbrande Molen in Oud-Stuivekenskerke , waardoor August het uiteindelijk bij een kleinere kapel hield. De GR122 loopt langs De Vlamme.

## Wielrennen
De helling is bekend uit onder andere de Internationale Junioren Driedaagse van Axel.
De helling is als afdaling ook opgenomen in de gele lus van de recreatieve fietsroute Ronde van Vlaanderenroute.

## Afbeeldingen

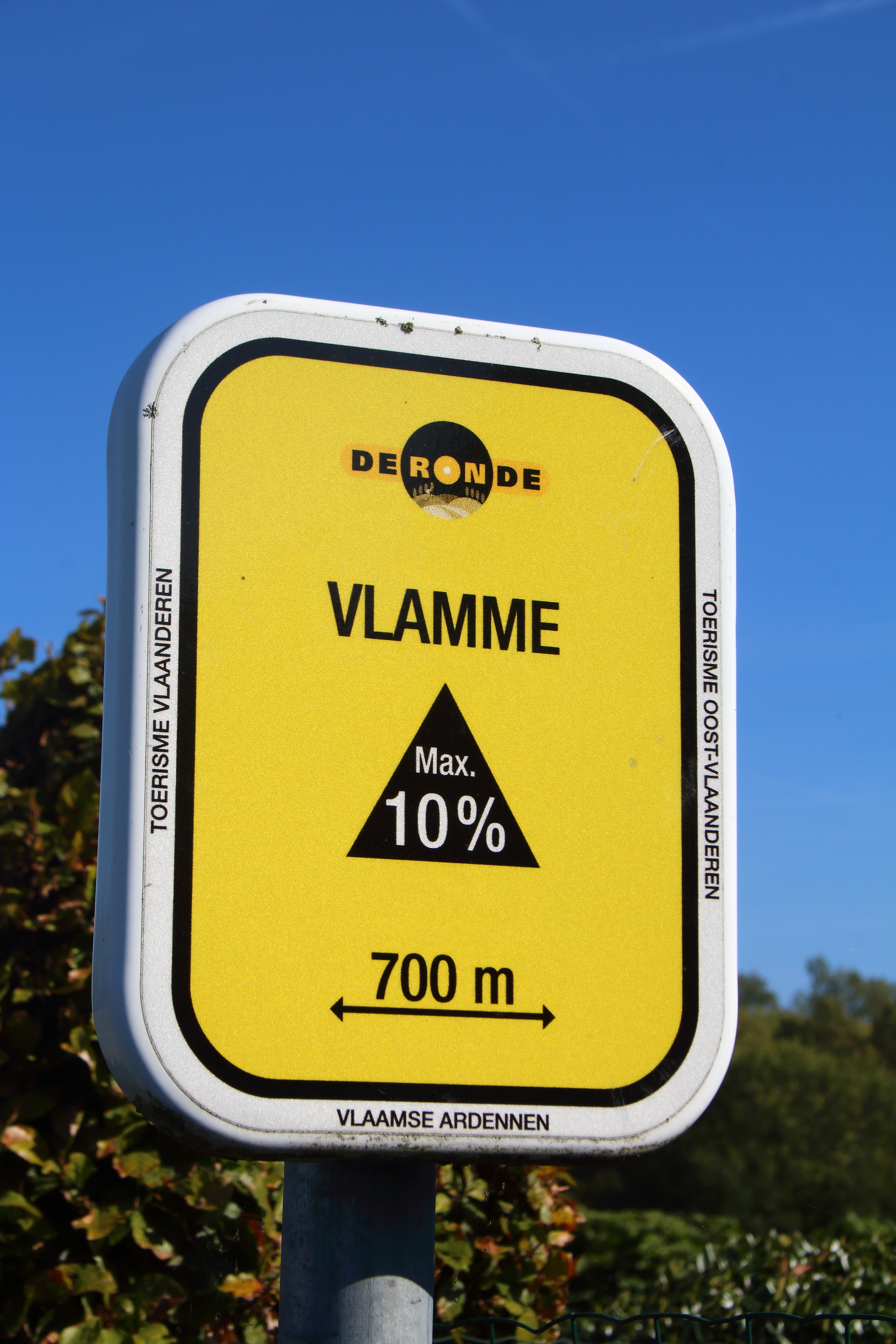
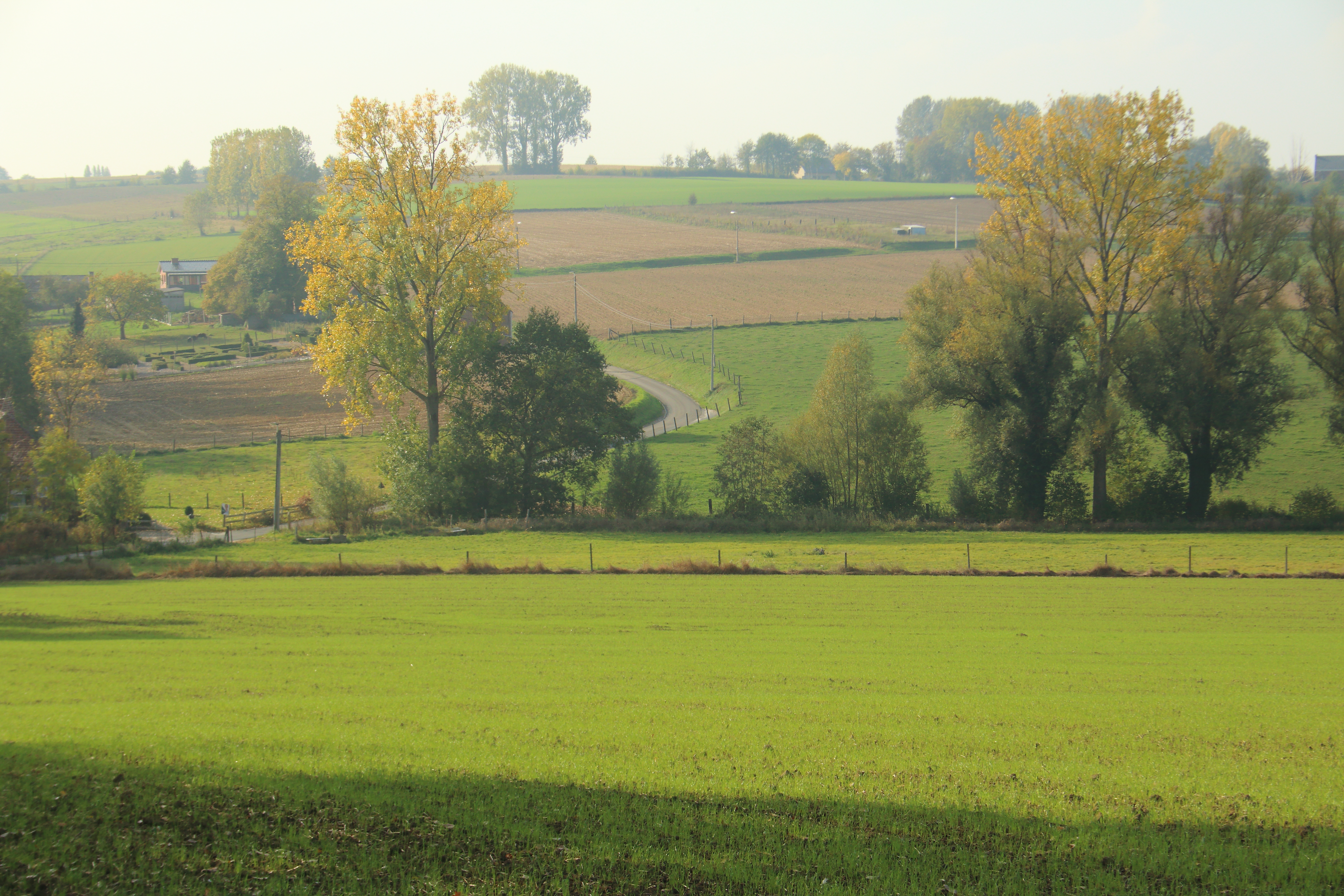
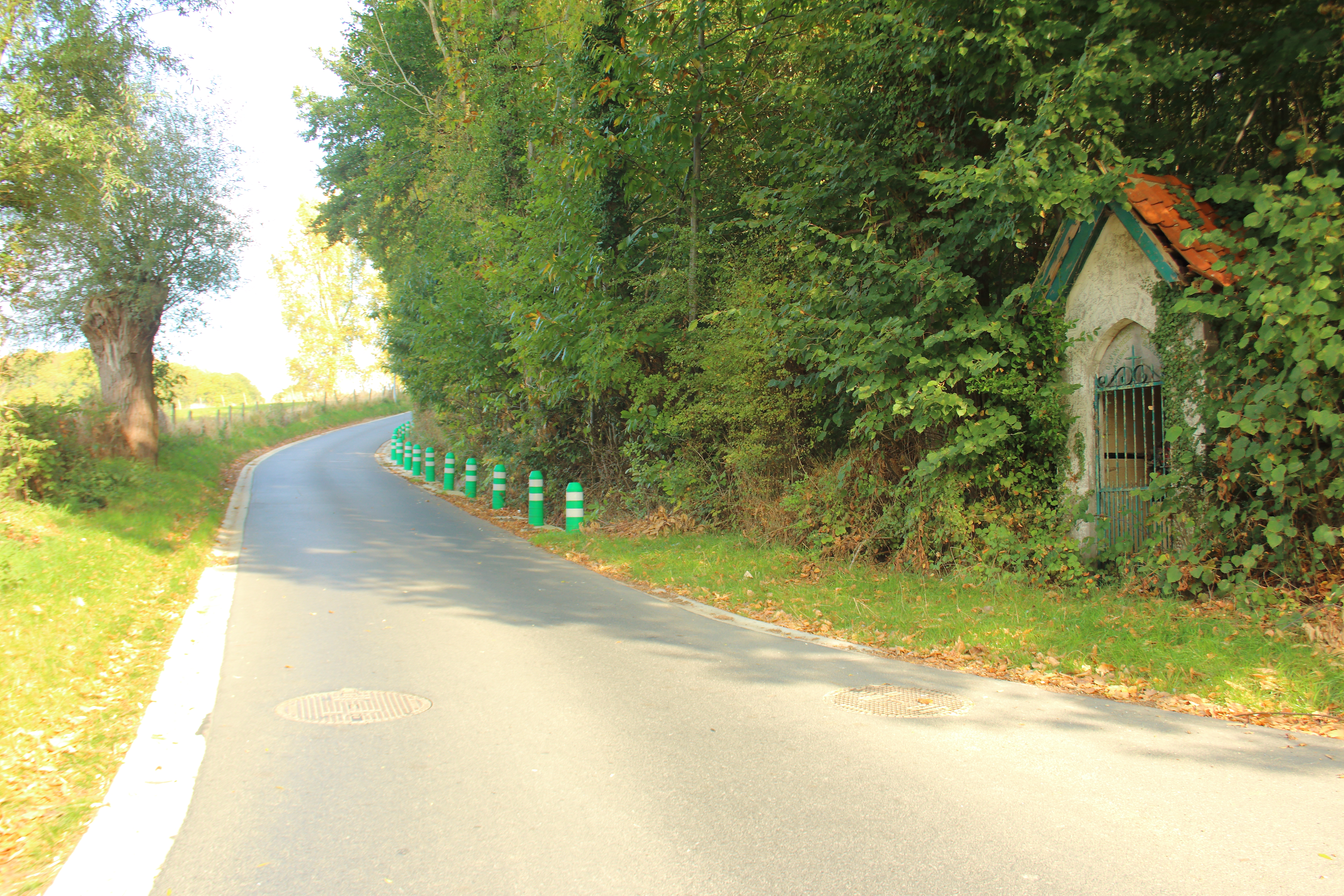
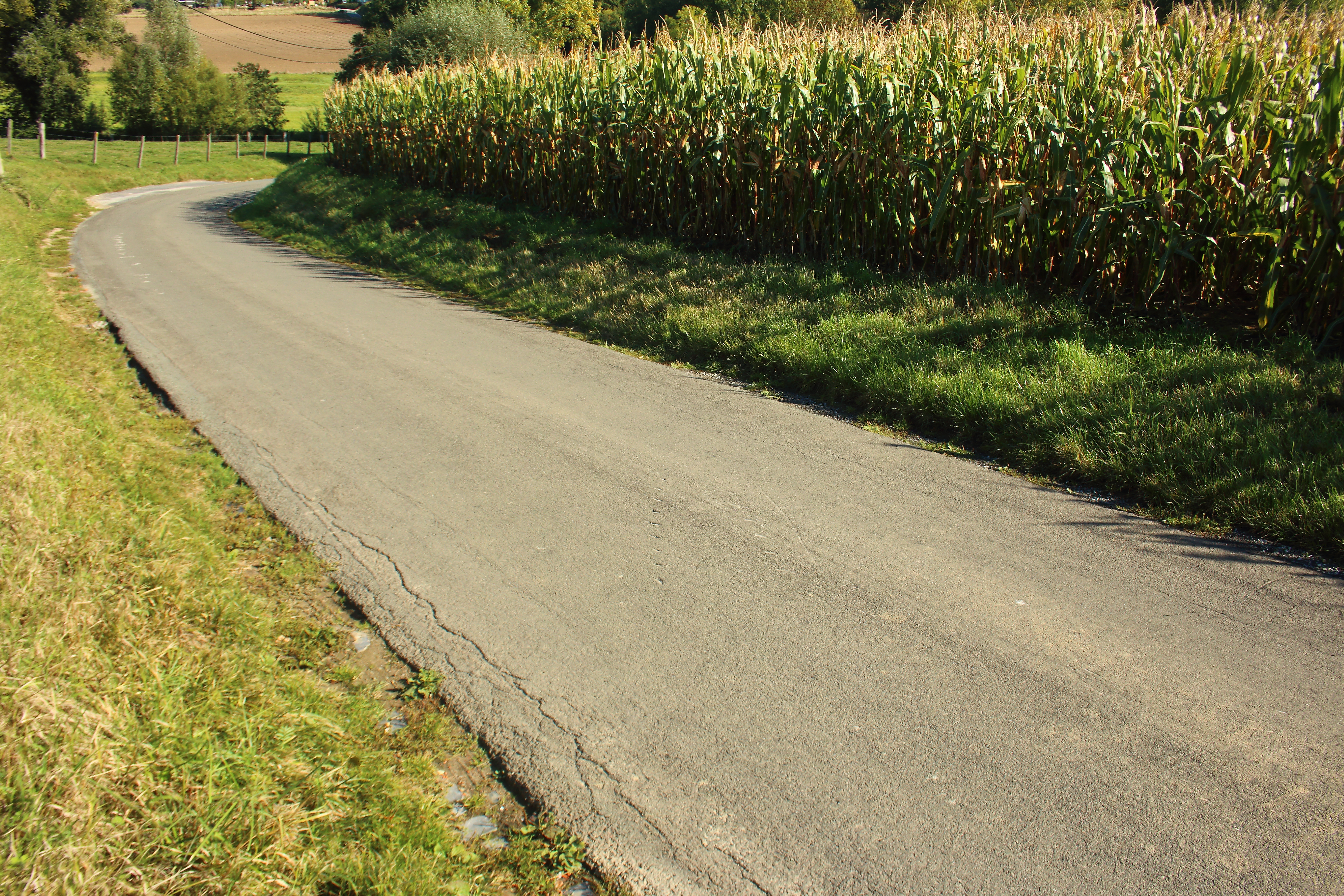